# Théâtre grec de Montjuïc
Ne doit pas être confondu avec Théâtre grec antique.
Le Théâtre Grec (en catalan Teatre Grec) est un théâtre à l'air libre situé sur la montagne de Montjuïc, près de l'Anneau olympique de Montjuïc, à Barcelone, en Catalogne.

## Présentation
Malgré son nom, il ne s'agit pas d'une construction réalisée par les Grecs antiques. Il a été dessiné et bâti en pierre en 1929 lors de l'Exposition internationale de 1929 par les architectes Ramon Reventós et Nicolau Maria Rubió i Tudurí, qui se sont inspirés du théâtre d'Épidaure en Grèce. Il a été édifié dans une ancienne carrière de la montagne, utilisant l'excavation en pierre comme mur de scène du théâtre.
L'enceinte, de 460 m2, peut accueillir quelque 1900 spectateurs. Sont ajoutés au théâtre quelques jardins, projetés par les architectes Nicolau Maria Rubió i Tudurí et Jean Claude Nicolas Forestier, et un pavillon destiné à des concerts musicaux et qui aujourd'hui accueille un restaurant.

## Histoire

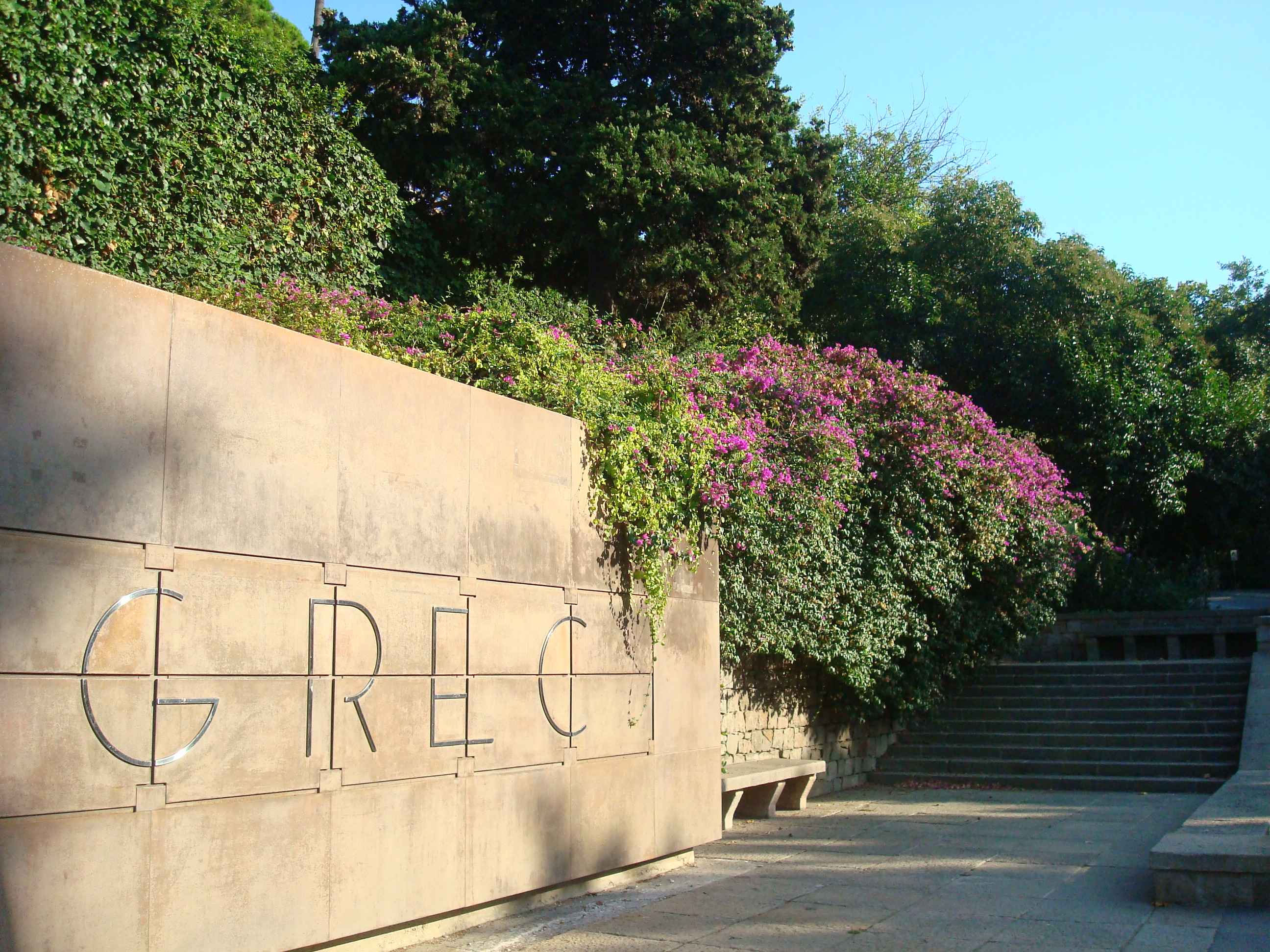
Entrée au Théâtre Grec.

En 1932, Margarita Xirgu y joue Électre, de Sophocle.
Après la fin de la guerre d'Espagne le théâtre n'est plus utilisé.
En 1952, il a été réinauguré avec Œdipe roi, de Sophocle. Dès lors, les représentations estivales ont été régulières ; y ont joué des jeunes acteurs tels Núria Espert ou Adolfo Marsillach. En 1957, Esteve Polls y représente Jules César de Shakespeare en catalan. Il présente du théâtre, de l'opéra, de la zarzuela, de la danse, de la musique et des représentations folkloriques.
Entre 1969 et 1972, le théâtre est fermé. De 1973 à 1975, la gestion du théâtre est privée, et en 1976 il est revenu aux mains de la mairie, qui inaugure le premier Festival Grec, dont le succès est tel qu'il se déroule, hormis en 1978, chaque année, entre juin et août.
Presque toute son activité se réduit actuellement aux mois d'été, lorsqu'entre fin juillet et août il se transforme en scène principale du Festival Grec. Le reste de l'année il est utilisé comme enceinte à l'air libre.

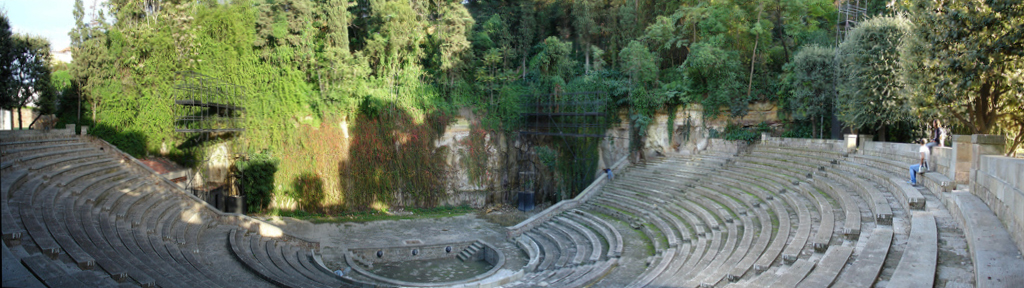
Panoramique du Théâtre Grec de Barcelone, sur la colline de Montjuic.

## Jardins

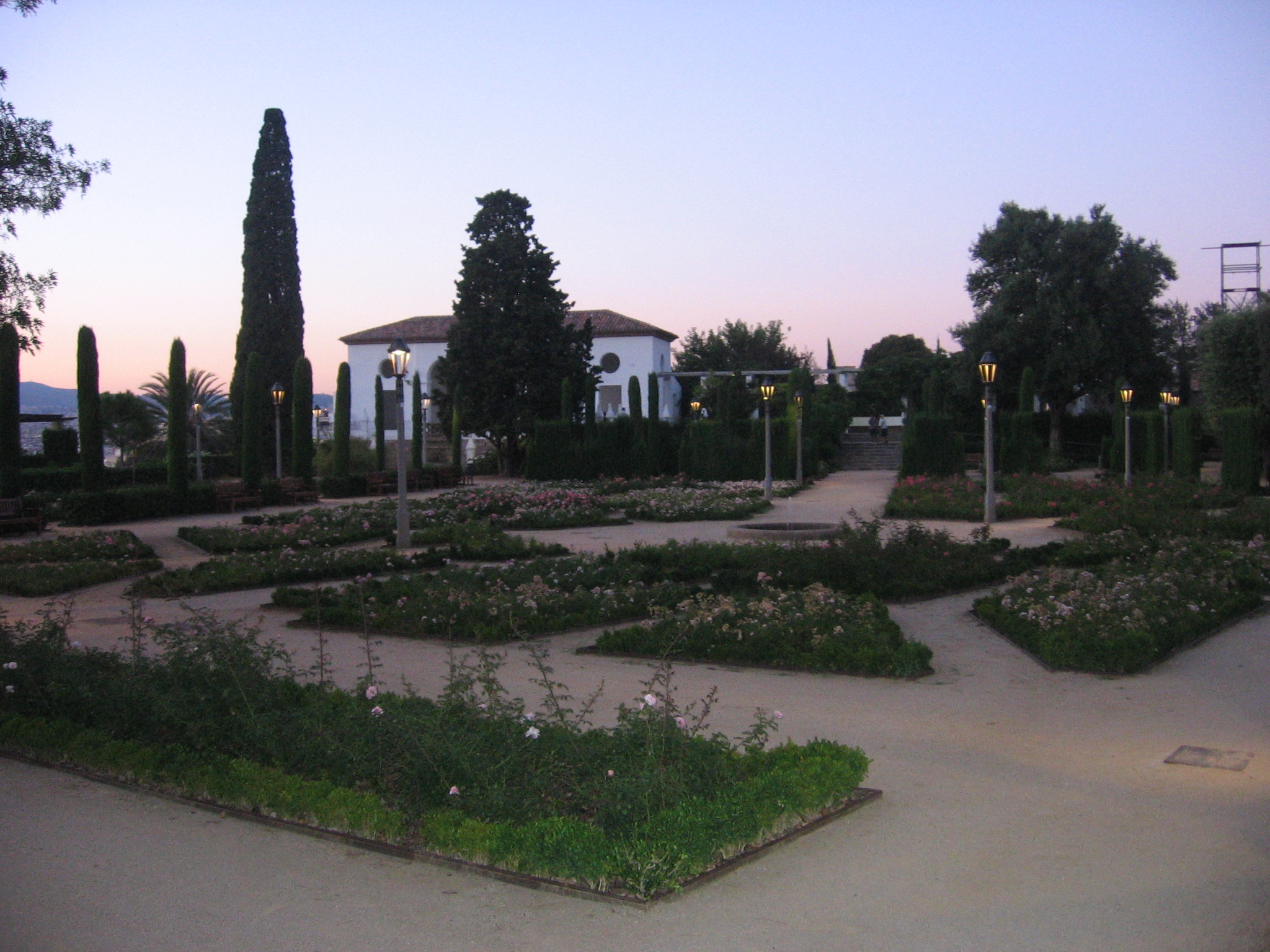
Jardins du Théâtre Grec.

Les jardins du Théâtre Grec occupent une surface de 1,65 hectare. Ils sont dessinés par Jean Claude Nicolas Forestier avec les Jardins de Laribal, entre 1917 et 1924. Ils s'appelaient auparavant Rosaleda de Amargós, en l'honneur de Josep Amargós, l'architecte qui a élaboré le premier projet d'urbanisation de la colline de Montjuïc. En 2009 ils ont été restaurés par Patrizia Falcone.